# Peugeot 302
Der Peugeot 302 ist ein Automodell des französischen Automobilherstellers Peugeot, von dem von 1936 bis 1938 in verschiedenen Varianten insgesamt 25.083 Exemplare produziert wurden.
Das Modell war eine kleinere Ausführung des Peugeot 402 und löste 1936 das Vorgängermodell Peugeot 301 ab.
Die Fahrzeuge besaßen einen Vierzylinder-Viertaktmotor, der vorne angeordnet war und über Kardan die Hinterräder antrieb. Der Motor leistete aus 1758 cm³ Hubraum 43 PS.
Bei einem Radstand von 288 cm betrug die Fahrzeuglänge 450 cm, die Fahrzeugbreite 157 cm und die Fahrzeughöhe zwischen 153 cm und 156 cm. Es gab die Karosserieformen
Limousine, Limousine Luxus und Cabriolet.
Außerdem gab es von 1936 bis 1937 noch das Modell 302 SS mit 1991 cm³ Hubraum und 55 PS bis 58 PS sowie 1937 das Modell 302 DS Darl’Mat, einen Roadster mit mehr Leistung.
Als später Nachfolger kann der 1948 präsentierte 203 angesehen werden.

## Galeriebilder

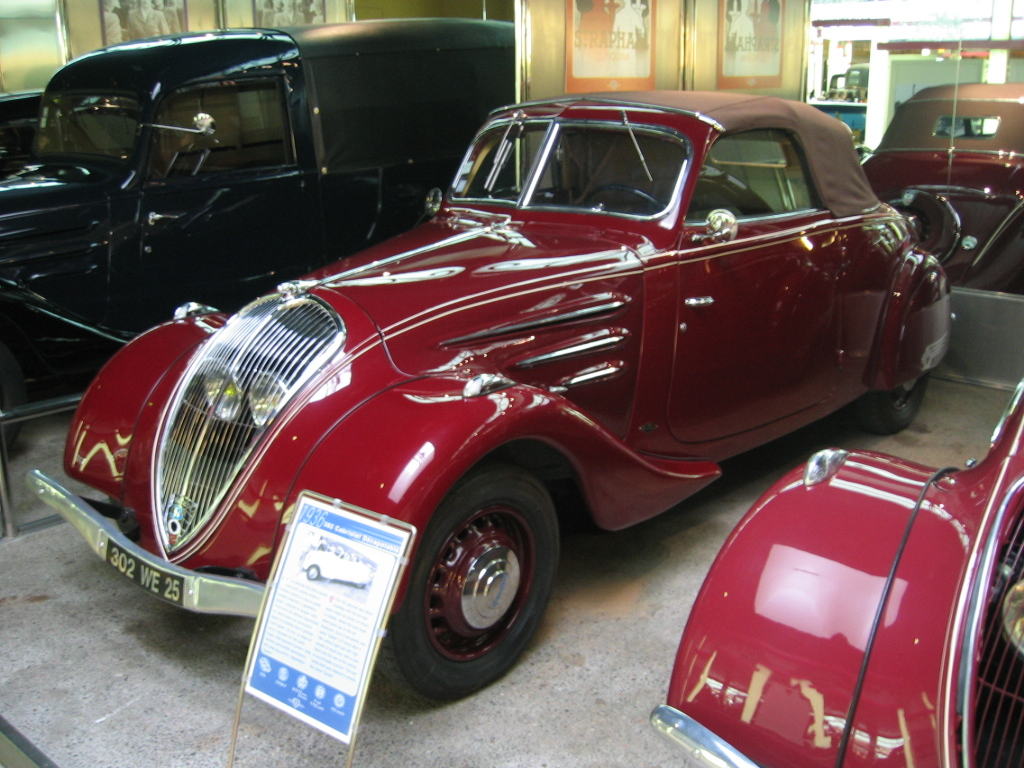
Peugeot 302 Cabriolet
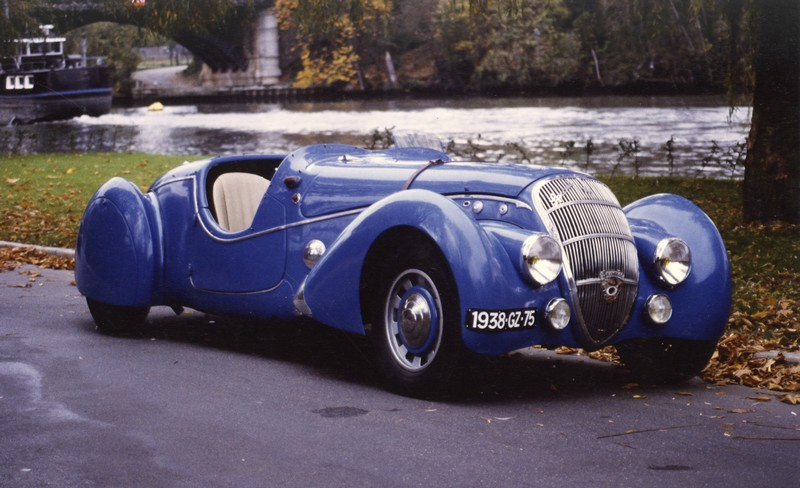
Peugeot 302 DS Darl’Mat